# Adémar de Chabannes
Adémar de Chabannes (em latim: Ademarus Engolismensis; Chabannes (hoje distrito de Saint-Sylvestre, Alto Vienne), c. 988/989 – Jerusalém, 1034 também Adhémar de Chabannes) foi um monge franco-francês, ativo como compositor, escriba, historiador, poeta, filólogo e falsificador literário. Era associado à Abadia de São Marçal, em Limoges, onde foi uma figura central na escola de São Marçal, um importante centro de música do início da Idade Média. Grande parte de sua carreira foi dedicada à cópia e transcrição de relatos anteriores da história franca; sua principal obra foi a Chronicon Aquitanicum et Francicum (Crônica da Aquitânia e da França).
É conhecido por forjar uma Vita, supostamente de Aureliano de Limoges, que indicava ser São Marçal um dos apóstolos originais, e por compor uma missa associada a São Marçal. Embora tenha conseguido convencer o bispo e o abade locais de sua autenticidade, o monge viajante Bento de Chiusa expôs sua falsificação e prejudicou a reputação de Adémar.

## Vida e carreira
Além, talvez, de Guillaume de Machaut, sabe-se mais sobre a vida de Adémar do que a de qualquer outro compositor medieval. Parte disso se deve à notoriedade bem registrada que ele alcançaria com vários eventos infames, mas também porque a abadia em que ele trabalhava preservou uma enorme quantidade de seus manuscritos literários e musicais. Diferentemente de outros documentos, a coleção de Adémar foi posteriormente comprada por Luís XV e, portanto, poupada da destruição substancial de documentos durante a Revolução Francesa.
Adémar nasceu em Chabannes, um vilarejo no atual departamento de Alto Vienne, na França. Educado na Abadia de São Marçal de Limoges, passou sua vida como monge tanto lá quanto no mosteiro de São Cibardo em Angolema. Adémar morreu por volta de 1034, provavelmente em Jerusalém, para onde foi em uma peregrinação.

## Trabalhos

### Adémar como cronista

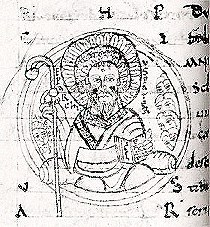
Desenho de São Cibardo por Adémar de Chabannes

A vida de Adémar foi dedicada principalmente a escrever e transcrever livros de cantos e crônicas, e sua principal obra é uma história intitulada Chronicon Aquitanicum et Francicum ou Historia Francorum. Ela é composta de três livros e trata da história franca desde o reinado de Faramundo, rei dos francos, até 1028. Os dois primeiros livros são pouco mais do que uma cópia de histórias anteriores de reis francos, como o Liber Historiae Francorum, a Continuação de Fredegar e os Annales regni Francorum. O terceiro livro, que trata do período de 814 a 1028, é de considerável importância histórica e se baseia em parte no Chronicon Aquitanicum, ao qual o próprio Adémar acrescentou uma nota final para o ano de 1028.

### Cantor, hinógrafo e notador musical
Quando Adémar entrou para a abadia de São Marçal de Limoges, foi educado por seu tio Roger de Chabannes, cantor da abadia entre 1010 até sua morte em 1025. Adémar aparentemente sucedeu seu tio como cantor quando este morreu.
Adémar contribuiu como notador musical para os livros de cantos existentes na abadia, aprendendo com seu tio, e outros manuscritos nos quais contribuiu com partes importantes, especialmente suas próprias composições. Adémar compôs sua própria Missa e Ofício musical nas formas desenvolvidas pela escola local de seu tio Roger, usando padrões modais documentados nos tonários dos novos tropo-prosas, um livro de cantos organizado em estrutura de livreto que separava o conteúdo em coleções dedicadas a gêneros de cantos, especialmente os inovadores, como tropos e sequência, e o canto elaborado do ofertório. Esse tipo de livreto era bastante extravagante e cuidadosamente elaborado por meio da coleta de uma série de contribuições individuais.

### As falsificações de Adémar
Ele abraçou a história em desenvolvimento de que São Marçal, bispo do século III que cristianizou o distrito de Limoges, havia realmente vivido séculos antes e era de fato um dos apóstolos originais. E ele complementou a documentação menos do que escassa da suposta “apostolicidade” de Marçal, primeiro com uma Vida de Marçal forjada, como se tivesse sido composta pelo sucessor de Marçal, o bispo Aureliano. Para efetivar essa alegação, ele compôs uma “Missa Apostólica” que ainda existe nas mãos do próprio Adémar. O bispo e o abade locais parecem ter cooperado com o projeto e a missa foi cantada pela primeira vez no domingo, 3 de agosto de 1029.
Infelizmente para Adémar, a liturgia foi interrompida por um monge viajante, Bento de Chiusa, que denunciou a Vita de Marçal melhorada como uma falsificação provinciana e a nova liturgia como ofensiva a Deus. A notícia se espalhou, e o jovem e promissor monge caiu em desgraça. A reação de Adémar foi criar falsificação sobre falsificação, inventando um Concílio de 1031 que confirmava a condição “apostólica” de Marçal e até mesmo uma carta papal forjada.
A longo prazo, Adémar foi bem-sucedido. No final do século XI, Marçal era de fato venerado na Aquitânia como um apóstolo, embora sua lenda fosse posta em dúvida em outros lugares. A realidade desse cenário de falsificações só foi desvendada na década de 1920, pelo historiador Louis Saltet.

## Missa para São Marçal

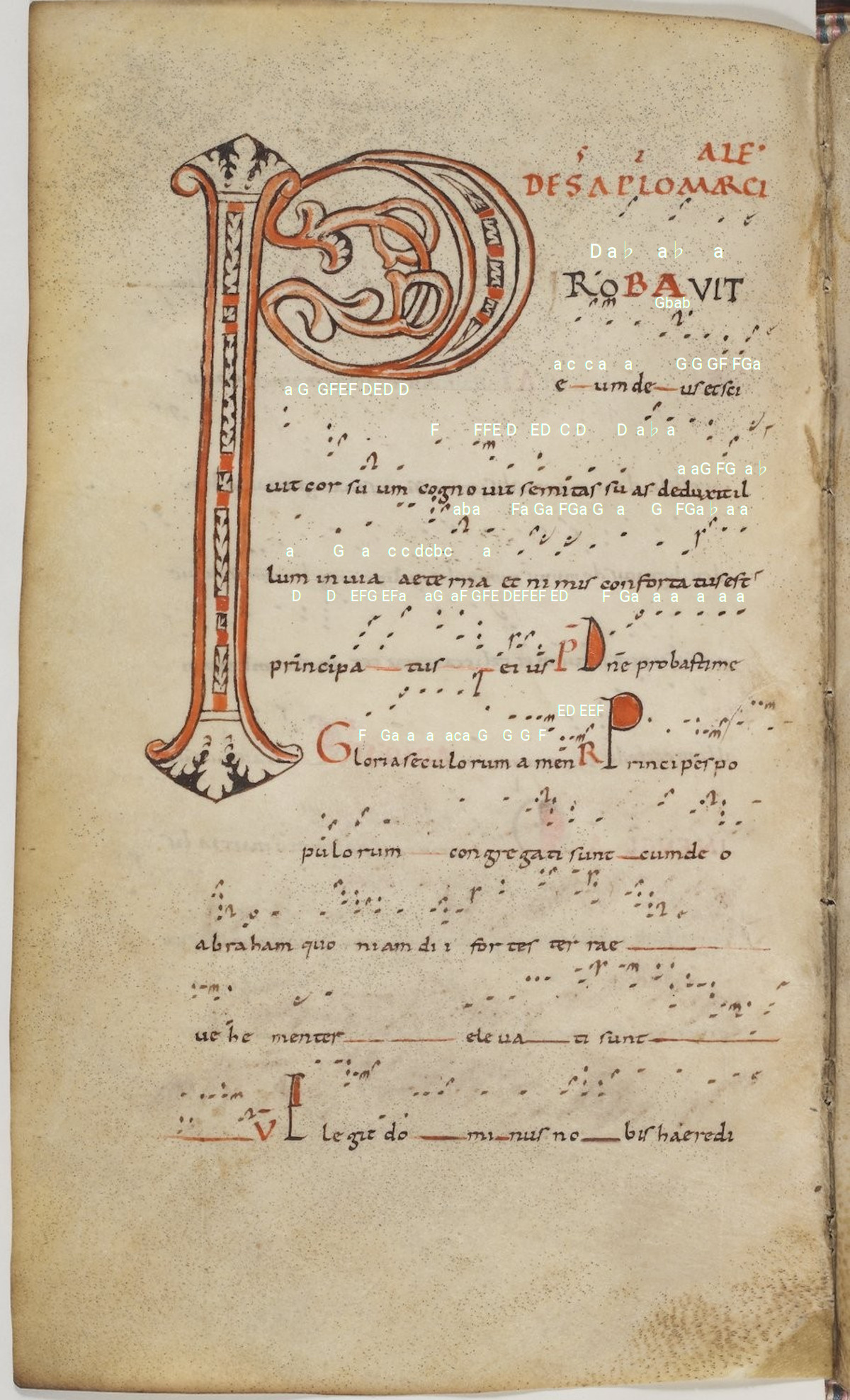
Missa Sancti Marcialis “De sancto apostolo Marciale” com poesia e música compostas por Adémar de Chabannes (F-Pn lat. 909, f. 70')

Como apóstolo, São Marçal teria direito a uma missa substancial para a celebração de seu dia de festa em uma oitava festiva. Portanto, Adémar compôs uma série de hinos, fornecendo tanto o texto quanto a música devido à sua posição como cantor em São Marçal. Isso ele fez acrescentando texto adicional a uma série de hinos e sequências preexistentes, fornecendo também um canto de missa apropriado para São Marçal como apóstolo e patrono do mosteiro. Seguindo a estrutura livreto do manuscrito, os elementos da missa não são apresentados continuamente, uma vez que os versos de aleluia que precedem o Evangelho e os ofertórios da missa foram separados como “pequenos livros”, enquanto as sequências são escritas em um terceiro.
A missa apostólica composta para São Marçal foi excepcionalmente escrita sem separação, mas sem os tropos, muito provavelmente mais tarde em algumas páginas em branco do livreto com o tropo do canto próprio. A coleção dedicada ao nascimento do santo padroeiro começou separadamente com versos de aleluia recém-compostos (f. 61'–62), tropos de ofício para a mesma ocasião (f. 62'-70), a missa inteira sem tropos (f. 70'–71), tropos e antífonas processionais (f. 71'-73'). Foi uma espécie de acréscimo, porque os tropos regulares do proprium já haviam sido escritas (f. 42–46').
- Introito «Probauit eum» (F-Pn lat. 909, f. 70').
- Gradual «Principes populorum» V. «Elegit dominus» (F-Pn lat. 909, f. 70'-71)
- Todos «Alleluia» V. «Beati oculi» (F-Pn lat. 909, f. 71).[16]
- Ofertório «Diligo uirginitatem» (F-Pn lat. 909, f. 71-71')
  - V1. «Praeceptum a domino»
  - V2. «Designatus a domino»
- Comunhão «Nolite gaudere» (F-Pn lat. 909, f. 71')
- Sequência «Arce polorum» (F-Pn lat. 909, f. 198-199')
- Sequência «Apostolorum gloriosa» (F-Pn lat. 909, f. 199'-201').[17]

Por fim, reconhecendo a escala da missa que ele, como cantor, compusera para a comunidade monástica da abadia de Limoges, era preciso deixar claro que o santo padroeiro local agora deveria ser considerado um apóstolo. Portanto, a rubrica dizia “De sancto apostolo Marciale”.

### Técnica de Adémar como notador musical
Essas páginas do Tropo-Sequenciário não somente evidenciam as habilidades de Adémar como hinógrafo e cantor-compositor, mas também mostram sua maneira sofisticada, como notador, de usar custódios para auxiliar o leitor a se orientar entre as linhas. A mudança para outra linha era preferencialmente escolhida quando uma determinada unidade, como um membrum “Probauit | eum deus | et sci-[quebra para a terceira linha]uit | cor suum”, estava completa, mas nem sempre. Se a primeira nota da linha seguinte fosse esperada na mesma altura, um “e” para “equaliter”, como a chamada “letra significativa”, era colocado em vez de um custos. A notação aquitana também tinha muitos detalhes agógicos, mas podia ser escrita de forma que os agrupamentos ainda fossem visíveis, mesmo que um grande intervalo os separasse. Em comparação com a notação contemporânea dos neumas italianos, que tentava exibir intervalos por meio de um ajuste vertical para representar visivelmente a diferença de altura, como aqui, os grupos sempre tinham que ficar juntos e eram difíceis de escrever, pois os pontos precisavam ser conectados. Os neumas aquitanianos não somente poupavam tinta em comparação, mas sua capacidade de desconectar neumas conectadas também era muito mais fácil de escrever. Foi uma invenção engenhosa da geração de Roger de Chabannes e seu sobrinho a aprimorou, de modo que os manuscritos de seu scriptorium eram os melhores escritos na Aquitânia.
O único problema era entender qual era o tom da igreja. Aqui, semelhante ao método de Guilherme de Volpiano, a tonalidade funcionava como uma chave. A salmódia era indicada em seguida e o crucial era a chamada “differentia”, a maneira como terminava. No final do introito, havia o incipit do salmo “Domine probasti me” (Sl 138) e a “differentia” era notada com a pequena doxologia conclusiva “seculorum[.] amen[.]”. Como tal, ela teve de ser examinada no tonário dedicado à salmódia do introito do gênero de canto da missa, que começava no anverso do fólio 255. Ao fazer isso, encontramos a diferença na seção “In primo thono authenti proti”. Assim, entende-se que o início significa D ré a mi-b fá, etc., que era como um estereótipo para iniciar e desenvolver os melos próprios da tonalidade dórica da igreja.

### O introito e Adémar como compositor de cantos próprios e seus tropos
Adémar escolheu temas do Salmo 138 como seu introito, o mesmo que foi usado na salmódia relacionada:
| 2 Domine probasti me et cognovisti me* tu cognovisti sessionem meam et surrectionem meam 17 mihi autem nimis honorificati sunt amici tui* Deus nimis confirmati sunt principatus eorum 23 proba me Deus et scito cor meum* interroga me et cognosce semitas meas 24 et vide si via iniquitatis in me est* et deduc me in via aeterna | 2 Senhor, Tu me provaste e me reconheceste* Conheces o meu abatimento e a minha revolta 17 Quão honrados são também os teus amigos para mim*. Ó Deus, quão grande é a soma deles! 23 Sonda-me, ó Deus, e conhece o meu coração* Interroga-me e conhece os meus caminhos 24 E vê se há em mim alguma inquietação* e conduza-me ao caminho eterno |
| —Liber Psalmorum iuxta Septuaginta emendatus (versículos selecionados do Salmo 138) | |

mas converteu sua antífona parafrástica em uma antífona menos pessoal do que o texto do salmo:
| Probauit eum deus et sciuit cor suum cognouit semitas suas deduxit illum in uia aeterna et nimis confortatus est principatus eius | Deus o provou e viu seu coração Ele entendeu seus caminhos guiou-o no caminho eterno e tão poderoso é Seu princípio |
| —Novo introito de Adémar de Chabannes para São Marçal como apóstolo                                                               | |

Ao repetir a melodia do início sobre a última palavra do verso “semitas | suas / deduxit illum”, há uma espécie de enjambement, pois a forma musical separa a palavra de seu contexto gramatical e a conecta com o próximo verso. A ênfase musical está na palavra “eternal” com um melisma no registro mais alto.
Mas, até o momento, o texto não dizia nada sobre o santo padroeiro de Limoges, somente parafraseava alguns versículos do Salmo 138. Eles precisavam ser embelezados por tropos adicionais que precediam cada verso. E muitos desses tropos já existiam na época de Roger de Chabannes.
No período de 80 anos antes de Roger de Chabannes ser cantor, o número de tropos para esse introito cresceu de três para dezessete. Os três tropos mais antigos eram “Haec est psallite” (na F-Pn lat. 1120 no fólio 49 verso retrabalhado com o início “Psallite omnes”), “Coronam sacerdocii”, que segue o início do antigo introito “Statuit ei dominus” e divide a segunda parte do primeiro verso “Testamentum pacis”, o tropo continua “Quo uniti simus fide”, etc. (retrabalhado em F-Pn lat. 1120 no fólio 49 verso com um tropo introdutório “Celsa polorum pontus”), o terceiro tropo é “Marcialis meriti”.
Adémar refinou obviamente a tradição local e reduziu o número de tropos. De acordo com James Grier, ele adicionou dois tropos “Sanctus Marcialis” e “Christi discipulus” de sua própria composição, e reformulou o primeiro “Plebs devota deus” dessa enorme coleção, para adaptar a antiga celebração do santo padroeiro como bispo-confessor ao seu novo papel como apóstolo. Como se pode ver no Troper anterior em F-Pn lat. 1120,  os incipits do antigo introito “Statuit ei dominus” foram apagados, mas novos incipits foram copiados para somente dois dos dezessete tropos, pois o escriba redator tentou adaptar a antiga coleção ao texto e ao significado do novo introito. O primeiro tropo “Plebs devota deus” não teve os novos incipits, muito provavelmente porque Adémar não os considerou adequados; em vez disso, ele recompôs o tropo. O escriba não continuou sua redação para o restante da coleção, provavelmente achando que seus esforços não eram mais úteis, mas fixou a coleção nos tropos de F-Pn lat. 1121 e 909. Esse escriba foi muito provavelmente Adémar, que verificou cuidadosamente a mudança na relação intertextual e como o novo significado foi gerado entre tropo e antífona. Assim, é útil estudar sua adaptação comparando a versão desse tropo no antigo introito (F-Pn lat. 1120, f. 46) com a revisão, ou melhor, a recomposição, do novo introito (F-Pn lat. 909, f. 42).
Do ponto de vista gramatical e métrico, as mudanças feitas por Adémar nos versos do salmo pareciam ter adaptado o novo introito “Probauit eum” ao antigo “Statuit ei”, como se ele tivesse tentado recriar a antiga antífona (os neumas dos incipits mostram uma vaga semelhança), mas está claro que ele também reelaborou a música cuidadosamente para o novo texto. Com exceção do último verso, a estrutura métrica era quase idêntica: «Statuit» (14-8-11-4) e «Probavit» (13-8-11-14).

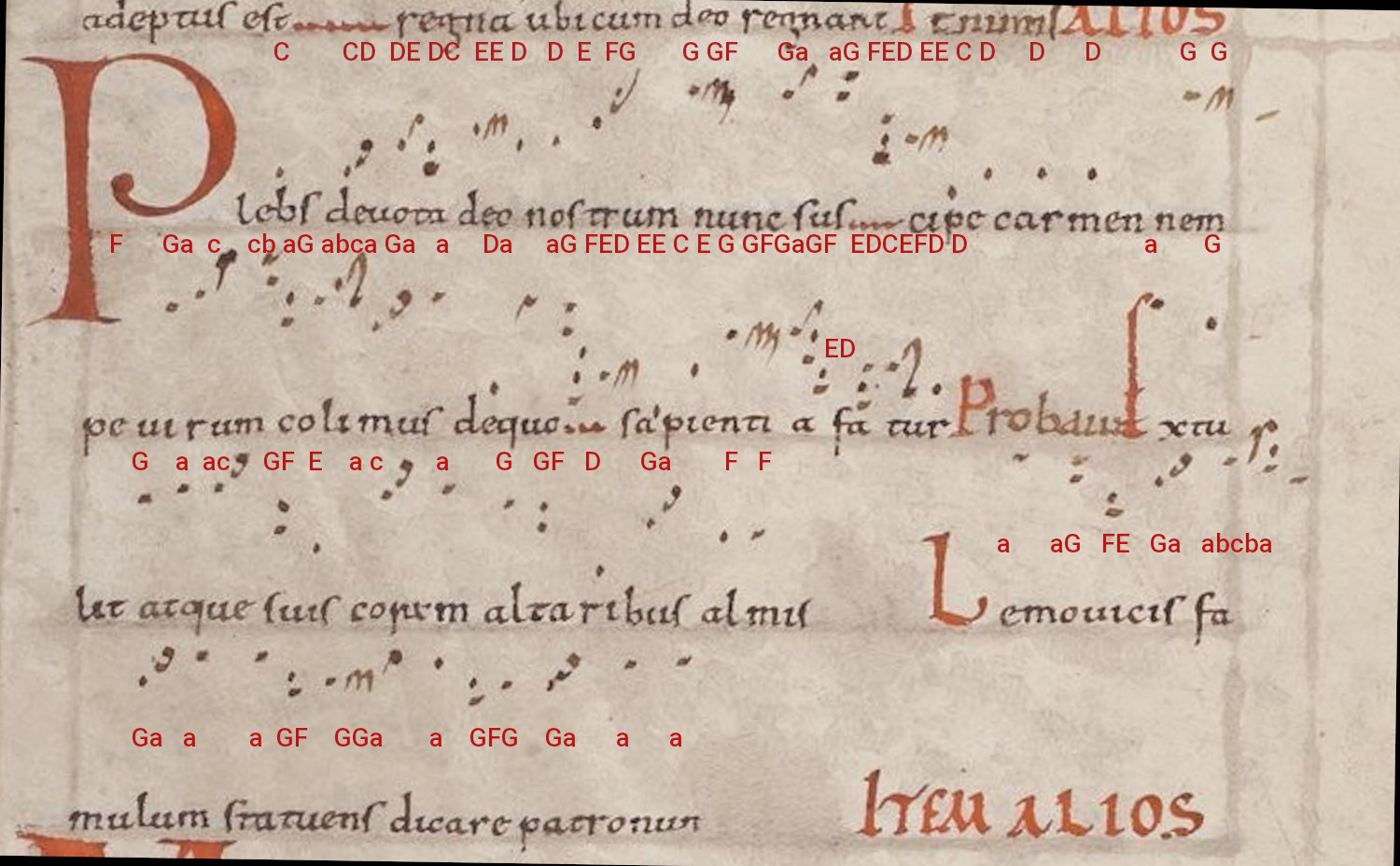
Tropo tradicional “Plebs deuota deo nostrum” para o santo padroeiro Marçal de Limoges (F-Pn lat. 1121, f. 29)

Este era o texto do antigo introito, com a versão antiga do tropo “Plebs devota deo” (o texto adicional do tropo está em itálico):

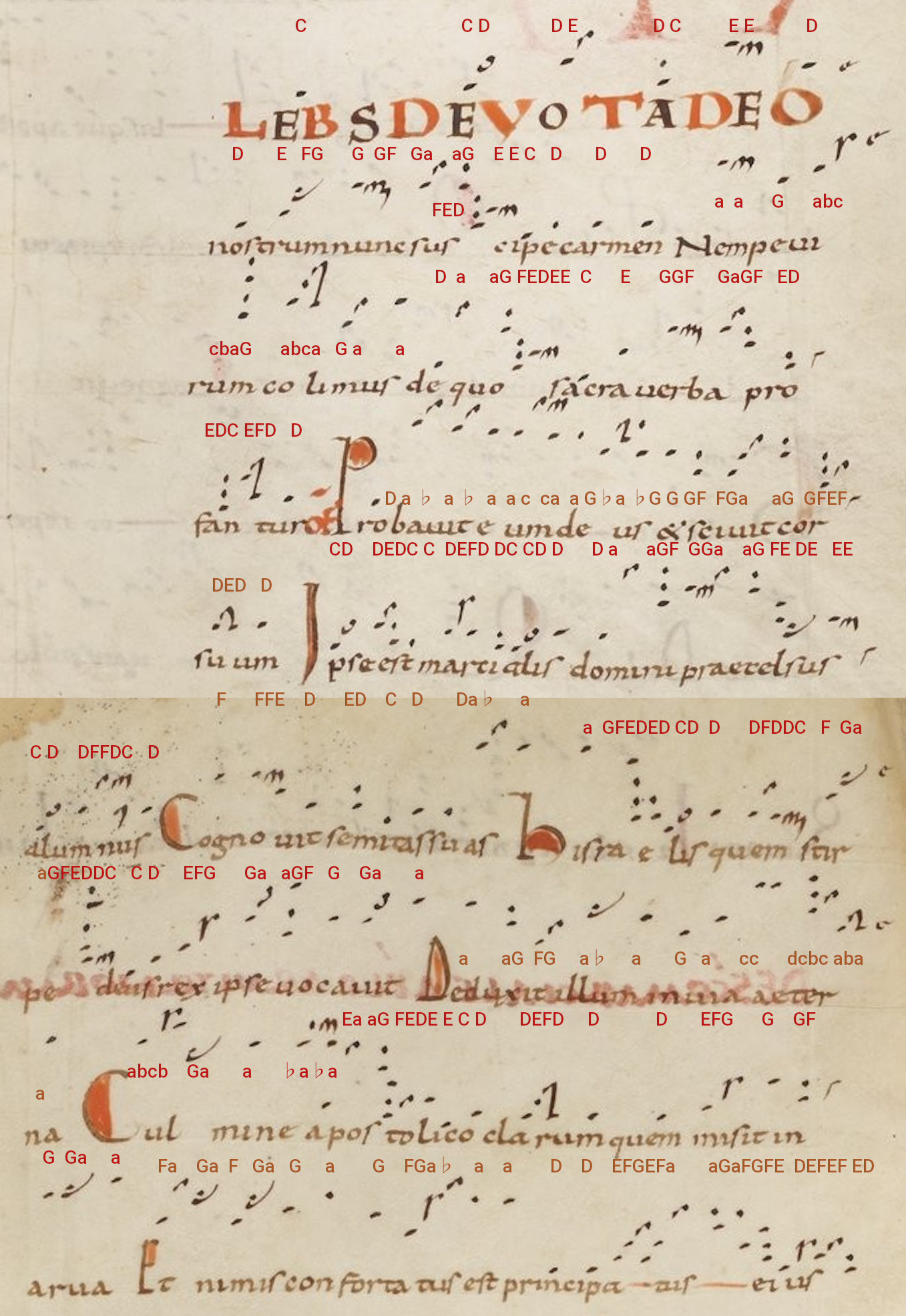
O mesmo tropo adaptado e recomposto por Adémar de Chabannes para seu novo introito “Probauit eum”, escrito por sua própria mão (F-Pn lat. 909, f. 42-42')

| Plebs deuota deo nostrum nunc suscipe carmen Nempe uirum colimus de quo sapientia fatur Statuit ei dominus testamentum pacis Extulit atque suis coram altaribus almis et principem fecit eum Lemouicis famulum statuens dicare pathronum ut sit illi sacerdocis dignitas in aeternum | Povo devoto de nosso Deus, receba agora a canção De fato, adoramos os homens por meio dos quais a sabedoria aparece Ele estabeleceu para ele o testamento de paz e erguido publicamente em seus altares de beatificação e fez dele o líder “para chamar o servo fundador de Limoges de patrono para o mesmo ter a dignidade do sacerdócio para sempre |
| —Introito troposo que abre a missa do padroeiro São Marçal | |

Adémar não mudou somente os versos seguintes, ele também alterou ligeiramente o final da primeira linha, substituindo “sapientia fatur” por “sacra verba profantur”. Com a nova antífona parafraseando o salmo 138, há um contraste entre o contexto mundano do tropo e o contexto bíblico da antífona:
| Plebs deuota deo nostrum nunc suscipe carmen Nempe uirum colimus de quo sacra verba profantur Probauit eum deus et sciuit cor suum Ipse est martialis domini praecelsus alumnus cognouit semitas suas Hisraelis quem stirpe deus rex ipse uocauit deduxit illum in uia aeterna Culmine apostolico clarum quem misit in arua et nimis confortatus est principatus eius | Povo dedicado ao nosso Deus, receba agora a canção De fato, adoramos os homens por meio dos quais as palavras sagradas são preditas Deus o provou e viu através de seu coração “Esse mesmo é Marçal, o mais alto ex-aluno do Senhor”. Ele entendeu seus caminhos “Deus o chamou, dentre os agitadores de Israel, rei do mesmo”. guiou o mesmo no caminho eterno “Iluminados pela altura apostólica estão aqueles que Ele enviou aos acres”. e tão poderoso é Seu princípio |
| —Introito troposo para o apóstolo São Marçal rearranjado por Adémar de Chabannes | |

No troper mais antigo de Adémar (F-Pn lat. 1121, f. 29) essa revisão ainda não havia sido concluída, e os incipits da nova antífona ainda não haviam sido escritos a partir do segundo verso. Em seu livro, James Grier (2006, 309) menciona que o escriba de um Sequenciário de Troper posterior (F-Pn lat. 1119, f. 49'-50) simplesmente combinou as duas versões do mesmo tropo com o novo introito, de modo que um cantor tinha de decidir entre Pa 1121 e Pa 909.
Embora a história mostre que o plano de estabelecer São Marçal como apóstolo foi bem-sucedido, a curto prazo a própria missa foi negligenciada. Especialmente depois de sua morte, quando a abadia de São Marçal ficou sob a administração cluniacense, o Gradual e sua redação de tropos e sequências (F-Pn lat. 1132), escritos por volta de 1075, foram organizados convencionalmente e descartaram completamente a contribuição de Adémar para a tradição local da abadia de São Marçal em Limoges.

## Legado
James Grier, professor de História da Música na Faculdade de Música Don Wright da Universidade de Western Ontario, identifica Adémar como um dos primeiros a escrever música usando a notação musical ainda em uso atualmente. Ele colocou as notas musicais acima do texto, mais altas ou mais baixas conforme o tom: o professor Grier afirma que “a colocação no eixo vertical continua sendo a convenção padrão para indicar a altura na notação na cultura ocidental e há um peso muito maior na altura do que em muitos outros elementos, como dinâmica e timbre”.

## Edições
- Jules Chavanon, ed. (1897). "Chronicon Aquitanicum et Francicum» or «Historia Francorum". Col: Chronicon ― Collection des textes pour servir à l'étude et à l'enseignement de l'histoire. 20. Paris: [s.n.]
- Edmond Pognon, ed. (1947). L'an mille. Oeuvres de Liutprand, Raoul Glaber, Adémar de Chabannes, Adalberon [et] Helgaud. Col: Mémoires du passé pour servir au temps présent. 6. Paris: [s.n.]

## Estudos
- Grier, James (1995). «Roger de Chabannes (d. 1025), Cantor of St Martial, Limoges». Early Music History. 14: 53–119. JSTOR 853930. doi:10.1017/s0261127900001443
- Grier, James (1997). «Editing Adémar de Chabannes' liturgy for the Feast of St Martial». Plainsong & Medieval Music. 6 (2): 97–118. ISSN 0961-1371. doi:10.1017/S0961137100001303
- Grier, James (2003). «The Music is the Message: Music in the Apostolic Liturgy of Saint Martial». Plainsong and Medieval Music. 12 (1): 1–14. doi:10.1017/S0961137103003012
- Grier, James (2005). «The Musical Autographs of Adémar de Chabannes (989–1034)». Early Music History. 24: 125–168. doi:10.1017/S0261127905000100
- Grier, James (2001). «Adémar de Chabannes». Grove Music Online. Oxford: Oxford University Press. ISBN 978-1-56159-263-0. doi:10.1093/gmo/9781561592630.article.52477
- Grier, James (2006). The Musical World of a Medieval Monk: Adémar de Chabannes in Eleventh-century Aquitaine. Cambridge: Cambridge University Press. ISBN 978-0-521-85628-7
- Grier, James (2006). «The Music is the Message II: Adémar de Chabannes' Music for the Apostolic Office of Saint Martial». Plainsong and Medieval Music. 15 (1): 43–54. doi:10.1017/S0961137106000246
- Grier, James (2013). «Adémar de Chabannes (989–1034) and musical literacy». Journal of the American Musicological Society. 66 (3): 605–638. ISSN 1547-3848. doi:10.1525/jams.2013.66.3.605
- Grier, James (2018). Ademarvs Cabannensis monachvs et mvsicvs. Col: Corpus Christianorum / Autographa medii aevi. 7. Turnhout: Brepols Publishers. ISBN 978-2-503-52395-8
- Landes, Richard (1995). Relics, Apocalypse, and the Deceits of History: Ademar of Chabannes, 989-1034. Cambridge: Harvard UP
- Leyser, Karl. "The Ascent of Latin Europe." In Communications and Power in Medieval Europe. The Carolingian and Ottonian Centuries London, 1994. Inaugural lecture, first published as Karl Leyser, The Ascent of Latin Europe. Oxford, 1986.
- «Adhémar De Chabannes | Frankish historian». Encyclopædia Britannica. Chicago: Encyclopædia Britannica, Inc. 1 de janeiro de 2020

## Leituras adicionais
- Bourgain, Pascale (1985). «Un nouveau manuscrit du texte tronqué de la Chronique d'Adhémar de Chabannes». Bibliothèque de l'école des chartes. 143 (1): 153–9. doi:10.3406/bec.1985.450372
- Callahan, Daniel F. (1992). «The Problem of the 'Filioque' and the Letter from the Pilgrim Monks of the Mount of Olives to Pope Leo III and Charlemagne: Is the Letter another Forgery by Adémar of Chabannes?». Revue Bénédictine. 102 (1–2): 75–134. doi:10.1484/J.RB.4.01280
- Callahan, Daniel F. (2006). «Ademar of Chabannes, Charlemagne and the Pilgrimage to Jerusalem of 1033». Medieval Monks and Their World: Ideas and Realities: Studies in Honor of Richard Sullivan. Leiden-Boston: Brill. pp. 71–80. ISBN 9789047411369
- Callahan, Daniel F. (2016). Jerusalem and the Cross in the Life and Writings of Ademar of Chabannes. Leiden-Boston: Brill. ISBN 9789004313682
- Gabriele, Matthew (2011). An Empire of Memory: The Legend of Charlemagne, the Franks, and Jerusalem before the First Crusade. Oxford: Oxford University Press. ISBN 978-0-19-161640-2
- Holland, Tom. Millennium. London: Abacus, 2009.
- James Grier, "Hoax, History, and Hagiography in Adémar de Chabannes's Texts for the Divine Office," in Robert A. Maxwell (ed), Representing History, 900–1300: Art, Music, History (University Park, PA, Pennsylvania State University press, 2010).
- Kolbaba, Tia M. (2008). Inventing Latin Heretics: Byzantines and the Filioque in the Ninth Century. Kalamazoo: Western Michigan University. ISBN 9781580441339
- Sode, Claudia (2001). Jerusalem-Konstantinopel-Rom: Die Viten des Michael Synkellos und der Brüder Theodoros und Theophanes Graptoi. Stuttgart: Franz Steiner Verlag. ISBN 9783515078528